# Roger Gordon
Roger Hall Gordon (* 14. September 1949) ist ein US-amerikanischer Ökonom und Professor für Volkswirtschaftslehre an der University of California, San Diego. Sein Forschungsinteresse gilt insbesondere der Öffentlichen Finanzwissenschaft und der Entwicklungsökonomie.

## Ausbildung
Roger H. Gordon erhielt 1972 einen B.A. in angewandter Mathematik vom Harvard College mit der Bestnote summa cum laude. Während seiner Zeit in Harvard war er Mitglied der akademischen Gesellschaft Phi Beta Kappa. Nach dem Abschluss seines Grundstudiums wechselte Gordon an das Massachusetts Institute of Technology (MIT), das ihm 1976 einen Ph.D. in Volkswirtschaftslehre verlieh.

## Beruflicher Werdegang
Nach seinem Ph.D. nahm Gordon eine Stelle als Assistant Professor für VWL an der Princeton University an, von der er 1980 zu den Bell Laboratories wechselte. Hiernach wurde Gordon 1984 zum Associate Professor für VWL an der University of Michigan, wo er 1986 zum vollwertigen Professor befördert wurde und 1997 die Reuben Kempf-Professur für Volkswirtschaftslehre übertragen bekam. 2001 folgte Gordon schließlich einem Ruf an die University of California, San Diego.
Im Laufe seiner Karriere arbeitete Gordon für eine Vielzahl wirtschaftswissenschaftlicher Zeitschriften als Redakteur, insbesondere als Chefredakteur des Journal of Public Economics und des Journal of Economic Literature. Weitere redaktionelle Tätigkeiten erfolgten beim American Economic Journal: Economic Policy, der American Economic Review, den CESifo Economic Studies, den B.E. Press Journals in Economic Analysis and Policy, International Tax and Public Finance und Econometrica.

## Forschung
Gemäß der wirtschaftswissenschaftlichen Publikationsdatenbank IDEAS gehört Gordon im Gesamtranking zu den 2 % der forschungsstärksten Ökonomen (Rang 410). Auch unter Kriterien wie „Anzahl an Zitaten“ oder „Anzahl an Werken“ gehört Gordon deutlich zu den besten 5 % der in der Datenbank erfassten Ökonomen. Der am meisten zitierteste Artikel Gordons trägt den Titel „Why is Capital so Immobile Internationally?: Possible Explanations and Implications for Capital Income Taxation“ (1996) und wurde zusammen mit Lans Bovenberg (Universität Tilburg) verfasst. In diesem Artikel suchen Gordon und Bovenberg nach einer Lösung für das Feldstein-Horioka-Rätsel, d. h. nach Erklärungen für die der Theorie widersprechende empirische Tatsache, dass Kapital international recht unbeweglich ist. Hierzu entwickeln sie ein Modell asymmetrischer Informationsverteilung, welches die internationale Unbeweglichkeit von Kapital dadurch erklärt, dass Investoren überproportional hohe Risikoprämien auf ausländische Investitionen zahlen müssen und deswegen lieber in ein ausgewogenes Portfolio aus Wertpapieren einheimischer international aktiver Unternehmen investieren. Anschließend diskutieren die Autoren die Auswirkungen dieses Modells im Kontext optimaler Besteuerung, insbesondere mit Hinblick auf staatliche Anreize für Kapitalimport.

## Auszeichnungen
- 2008: Aufnahme in die American Academy of Arts and Sciences
- 2007: Richard-Musgrave-Preis (mit Young Lee)[6]
- 2005: Dr. rer. oec. hc. der Universität St. Gallen